# Siratus alabaster
Siratus alabaster is een slakkensoort uit de familie van de Muricidae. De wetenschappelijke naam van de soort is voor het eerst geldig gepubliceerd in 1845 door Reeve.